# 誠英高等学校
誠英高等学校（せいえいこうとうがっこう）は、山口県防府市東三田尻一丁目（旧：三田尻）にある私立高等学校。
2003年（平成15年）までは三田尻女子高等学校（みたじりじょしこうとうがっこう）だったが、共学化により現校名となった。

## 沿革
- 1926年（大正15年） - 山口県三田尻高等女学校として創立
- 1948年（昭和23年） - 学制改革により校名を三田尻女子高等学校と改称
- 1992年（平成04年） - ハナエモリの制服を採用
- 1993年（平成05年） - 普通科・会計科の2科に改編
- 1998年（平成10年） - 普通科に健康福祉コースを新設
- 2001年（平成13年） - 普通科改編（文理進学・生活文化・情報OA・総合文化のコース制）
- 2003年（平成15年） - 誠英高等学校に改称、男女共学化、学科・コースの改編（現在の学科編成となる）、通信制を設置

## 学科
全日制
- 普通科
  - 特別進学コース（アドバンスト・ユニバーサル）
  - 生活文化コース（食文化専攻・生活教養専攻）
  - 情報文化コース
- 情報会計科
- 福祉科

通信制
- 普通科

## 部活動
バレーボール部とバスケットボール部は三田尻女子高校時代より強豪として知られている。バレーボール部は全国高等学校バレーボール選抜優勝大会優勝1回（2001年）・全国高等学校総合体育大会優勝2回（2000年・2001年）を誇る。バスケットボール部は全国高等学校バスケットボール選抜優勝大会準優勝1回（1993年）を記録している。
2017年度からは、軟式野球部を移行する形で硬式野球部が創設され、アドバイザーとして谷沢健一が就任することになった。

## 著名な出身者
- 高松綾香（アナウンサー）
- 清水裕友（競輪選手）

### バレーボール
| - 中村亜友美 - 奥村麻依 - 藪田美穂子 - 佐藤愛美 - 立石優華 - 原幸歩 - 濵松明日香 - 鎌田咲希 - ヒックマン・ジャスティス - 先野久美子 - 宝来麻紀子 | - 高木理江 - 河村聖子 - 栗原恵 - 張芳赫 - 井野亜季子 - 泉夏子 - 吉安遥 - 林有美 - 浦山絢妃 - 北窓絢音 - 松岡芽生 |

### バスケットボール
- 髙崎ひとみ
- 山根響